# Allokepon longicauda
Allokepon longicauda is een pissebed uit de familie Bopyridae. De wetenschappelijke naam van de soort is voor het eerst geldig gepubliceerd in 2008 door Duan, An & Yu.